# Öhningen
Öhningen este o comună din landul Baden-Württemberg, Germania. Ea este o stațiune de odihnă situată la granița cu Elveția.

## Date geografice
Öhningen este amplasat aproape de granița elvețiană pe malul cel mai vestic al lacului Constanța. 
Localități vecine sunt
Gaienhofen la est, Moos la nord și la vest Stein am Rhein comună din Elveția.
Subdiviziuni administrative
- fostele comune Schienen și Wangen și 35 de sate și cătune

## Politică
| Partide                   | %      | Locuri   |
| ------------------------- | ------ | -------- |
| CDU                       | 31,8 % | 5 locuri |
| Freie Bürgerliste (FBL)   | 23,2 % | 3 locuri |
| Offenes Bürgerforum (OBF) | 28,0 % | 4 locuri |
| Netzwerk                  | 17,1 % | 2 locuri |

## Personalități marcante
- Gerfried Schellberger (1918 - 2008) autor și pictor